# روبرتو بردا
روبرتو بردا (انگلیسی: Roberto Breda؛ زادهٔ ۲۱ اکتبر ۱۹۶۹) بازیکن فوتبال اهل ایتالیا است.
از باشگاه‌هایی که در آن بازی کرده‌است می‌توان به باشگاه فوتبال مسینا، باشگاه فوتبال پارما، باشگاه فوتبال سالرنیتانا، باشگاه فوتبال اودینزه، باشگاه فوتبال کاتانیا، باشگاه فوتبال سمپدوریا، باشگاه فوتبال جنوآ، باشگاه فوتبال لیورنو، و باشگاه فوتبال اسپال اشاره کرد.
وی همچنین در تیم ملی فوتبال زیر ۲۱ سال ایتالیا بازی کرده‌است.